# Dernice
Dernice és un municipi situat al territori de la província d'Alessandria, a la regió del Piemont, (Itàlia).
Limita amb els municipis de Borghetto di Borbera, Brignano-Frascata, Cantalupo Ligure, Garbagna, Montacuto i San Sebastiano Curone.
Pertany al municipi les frazioni de Bregni, Cascina Carano, Gropparo, Montebore, Parogna, Poggiolo, Vigana i Vigoponzo.